# 首添新都市區

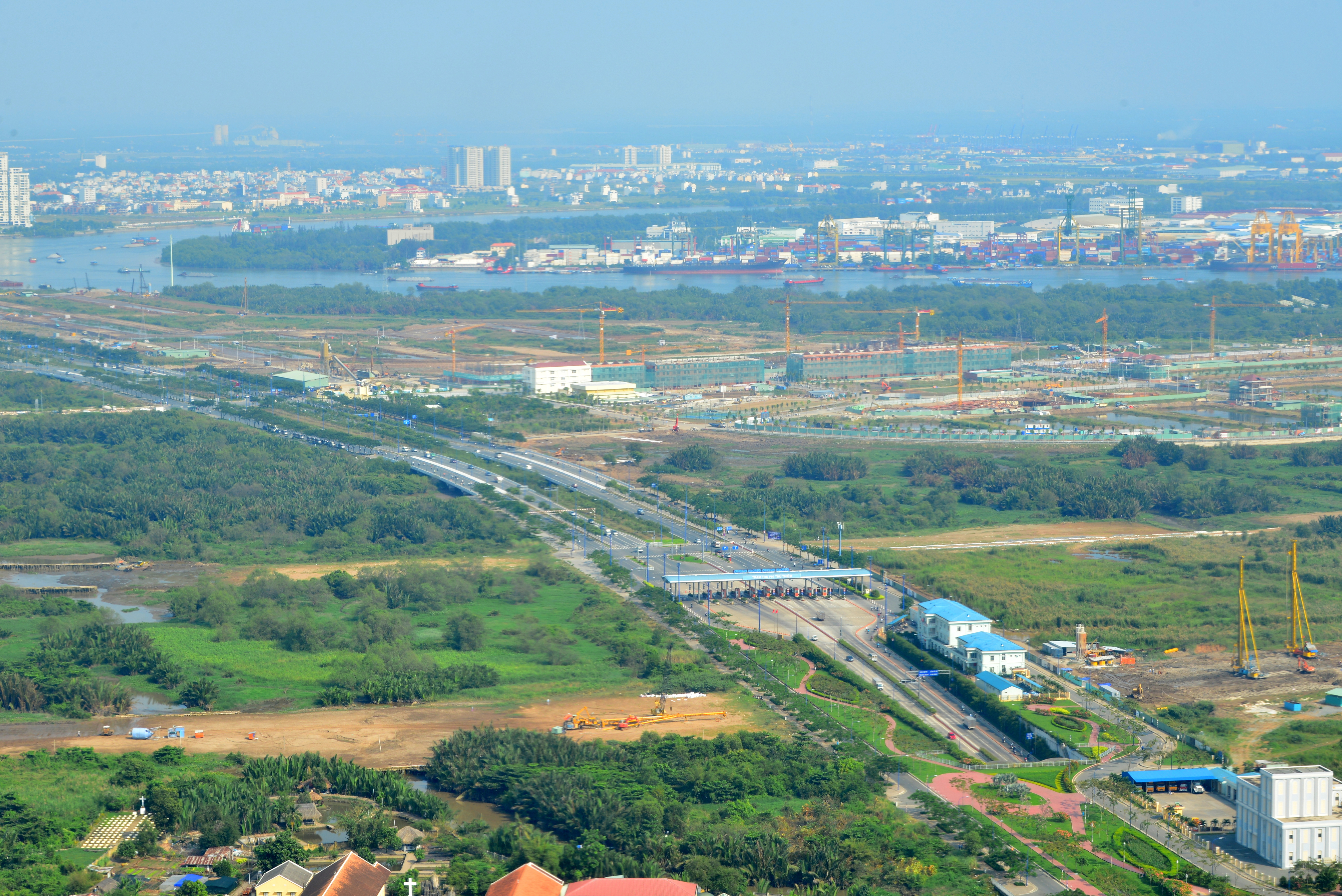

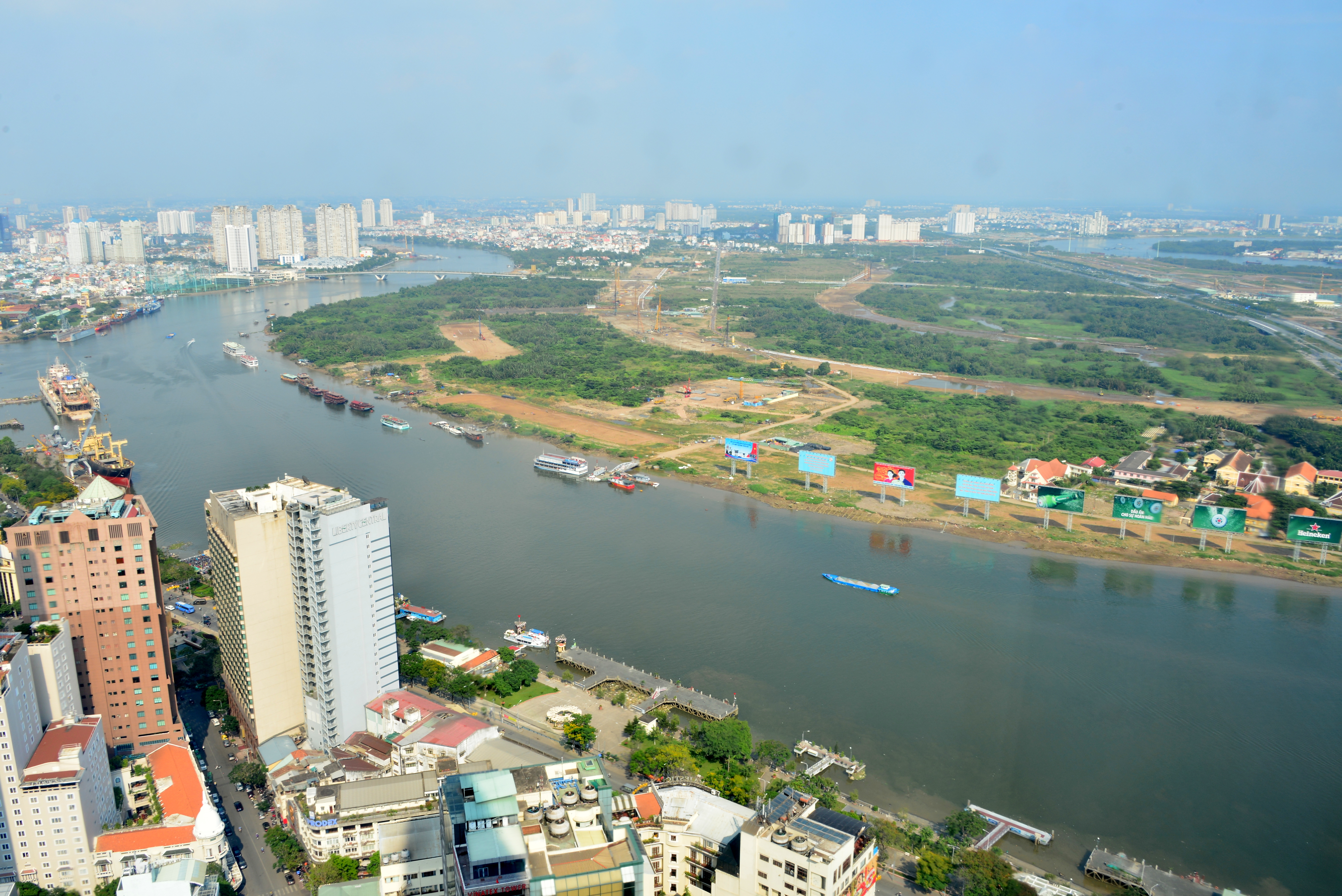

首添新都市區是越南最大城市胡志明市正在建設中的新城，位於西貢河旁的第二郡，与第一郡和第七郡的市區隔河相望，與第九郡相鄰。
新區面積7平方公里，分為以下功能區：居住区、池塘、公园、办公区。几乎所有建筑都将为10至40層，还将建设现代化的交通系統。新市区与现有城区以在建的几座桥和一条六车道的西贡河隧道相连。建成后将取代第一郡的市中心的地位，成為胡志明市新的貿易和金融中心。
这一工程正在逐步推进，计划15年内完成，视资本而定。工程资金来源多样，包括国家预算、國債、國營公司、私营公司、外國組織等，政府部门给予投资者扶持和税收优惠。